# Nimravus
Nimravus is een geslacht van uitgestorven katachtige roofdieren en de naamgever van de groep Nimravidae. Nimravus was ongeveer honderdtwintig centimeter lang en dit geslacht leefde van het Laat-Eoceen tot het Vroeg-Mioceen. Het geslacht werd in 1879 benoemd door Edward Drinker Cope. Cope gaf geen etymologie van de geslachtsnaam. De naam is later verklaard als afgeleid van de mythologische jager Nimrod en het Latijnse avus, 'grootvader'. Een andere geopperde etymologie is dat het afgeleid is van het Arabisch nimr, 'panter'.

## Kenmerken
Net als bij alle nimraviden waren de bovenste hoektanden van Nimravus verlengd. Ze waren echter minder lang dan die van Hoplophoneus en Eusmilus, maar langer dan de hoektanden van de hedendaagse katten. De klauwen van Nimravus waren dun, erg scherp en ze konden gedeeltelijk worden ingetrokken. Hierdoor kon er geen slijtage of beschadiging optreden bij het rennen.
Een aantal goed bewaarde schedels van het type Nimravus brachyops zijn gevonden in de Amerikaanse staten Oregon, Nebraska en South Dakota. De schedel is erg katachtig en vermoedelijk kwamen de vertegenwoordigers van het geslacht veel dichter bij de katten van vandaag dan sommige van hun directe voorouders. Andere kenmerken van de schedel, zoals de vorm van de tanden en het oorgebied, tonen duidelijk de typische eigenschappen van de nimraviden. Er is weinig bekend over het postcraniële skelet. Het lijkt er echter op dat de dij- en voetbotten veel slanker waren dan die van andere oligocene nimraviden.

## Leefwijze
Nimravus joeg waarschijnlijk vanuit een hinderlaag op vogels en kleine zoogdieren zoals konijnen.

## Fossiele vindplaatsen
Behalve in Noord-Amerika is Nimravus ook gevonden in Frankrijk en Mongolië.

## Soorten
- Nimravus brachyops (Edward Drinker Cope, 1878) – Noord-Amerika
- Nimravus sectator W. D. Matthew, 1907 – Noord-Amerika
- Nimravus intermedius (Henri Filhol, 1872) – Europa

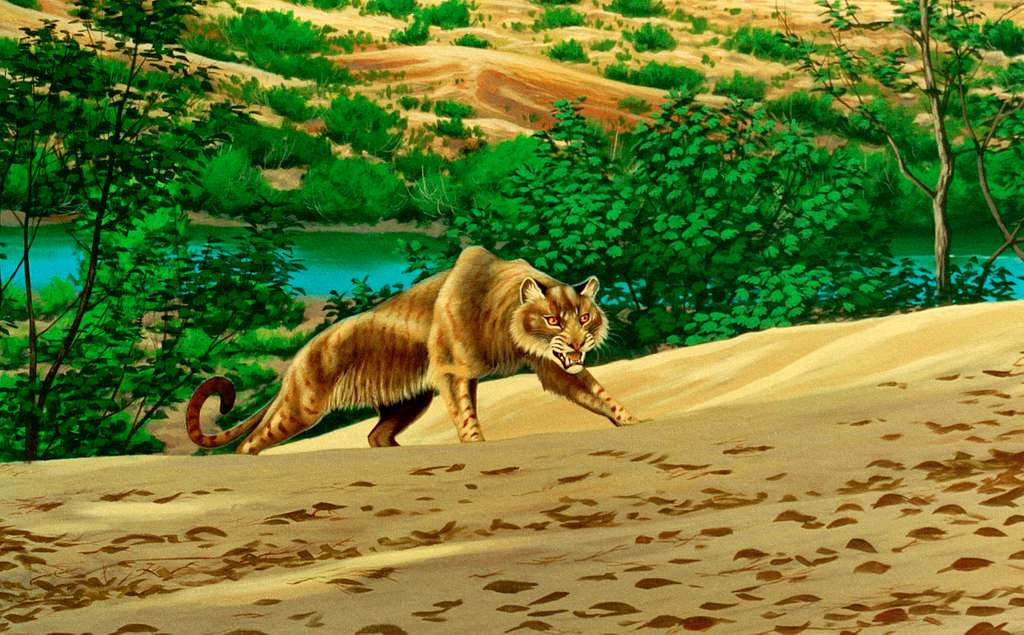